# Amy Smart
Amy Smart (ur. 26 marca 1976) – amerykańska aktorka i modelka.

## Filmografia
- 1997: Mroczne opowieści – Jenny
- 1997: High Voltage – Molly
- 1997: Żołnierze kosmosu – Kadet Lumbreiser
- 1998: How to Make the Cruelest Month – Dot Bryant
- 1998: Strangeland – Angela Stravelli
- 1999–2001: Felicity – Ruby
- 1999: Prawa młodości – Jane Weston
- 1999: Luz Blues – Jules Harbor
- 2000: Ostra jazda – Beth Wagner
- 2001: Wyścig szczurów – Tracy Faucet
- 2002: Ale jazda! – Lynn Linden
- 2003, 2009: Hoży doktorzy – Jamie Moyer; 4 odcinki
- 2003: Ukryta tożsamość – Liz Culpepper
- 2004: Starsky i Hutch – Holly
- 2004: Efekt motyla – Kayleigh Miller
- 2005, 2007, 2009, 2011: Robot Chicken – Truskawkowe kruche ciasteczko / Drew Barrymore / Nancy Henderson / Vivian Ward / księżniczka Leia Organa / mała dziewczynka; 6 odcinków (głos)
- 2005: Zostańmy przyjaciółmi – Jamie Palamino
- 2005: Ponad niebem – Grace Hargrove
- 2006: Adrenalina – Eve
- 2006–2007: Smith – Annie
- 2006: Siła spokoju – Joy
- 2008: Life in Flight – Catherine
- 2008: Lustra – Angela Carson
- 2008: Seventh Moon – Melissa
- 2009: Miłość i taniec – Jessica Donovan
- 2009: Adrenalina 2. Pod napięciem – Eve
- 2010: Śmiertelne przebudzenie – Natalie
- 2011: House of the Rising Sun − Jenny Porter
- 2011: Kłopotliwy spadek – Nina Carey
- 2011: 12 świątecznych randek – Kate Stanton
- 2011–2012: Shameless – Niepokorni – Jasmine Hollander
- 2012: Bad Girls – Brandi
- 2012: Męska robota – Lisa
- 2012: Columbus Circle – Lillian Hart
- 2013: No Clue – Kyra
- 2014: Break Point – Heather
- 2014: Kraina złoczyńców – Lynn Weiland
- 2014: The Single Moms Club – Hillary
- 2014: 7500 – Pia Martin
- 2014: Justified: Bez przebaczenia – Allison
- 2014: Among Ravens – Wendy Conifer